# Hilduíno III de Montdidier
Hilduino III de Montdidier ou Hilduin II de Ramerupt (c. 970 - Montdidier, Somme, França, 1025) foi um nobre da França medieval, foi Conde de Ramerupt e de Montdidier.

## Relações familiares
Foi filho de Hilduino II de Montdidier (c. 950 -?) e de Adele de Dammartin (940 - 970), filha de Hugo I de Dammartin e de Raide. Casou com Lasseline de Harcourt (975 -?), de quem teve:
1. Hilduino IV de Montdidier[3][4] (? - 1063) casado com Alix de Roucy entre 1015 e 1020, filha de Ebles I de Roucy (? - 1033), conde de Roucy e Arcebispo de Reims, e Beatriz de Hainaut.